# Ciclismo nos Jogos Paralímpicos de Verão de 2020
As competições de ciclismo nos Jogos Paralímpicos de Verão de 2020 foram disputadas entre os dias 25 de agosto a 3 de setembro de 2021 no Velódromo de Izu para os eventos de pista e no Fuji Speedway para os eventos de estrada, em Tóquio, Japão. Serão 33 eventos no ciclismo de estrada e 17 eventos no ciclismo de pista.

## Inclusão do esporte
A primeira modalidade a ser introduzida entre os esportes paralímpicos foi o ciclismo de estrada para atletas com paralisia cerebral, nos Jogos Paralímpicos de 1984, em Nova Iorque. Quatro anos depois, nos Jogos de Seul, foram incluídas provas de estrada para amputados. Nos Jogos de Barcelona, em 1992, foram incluídas provas para atletas deficientes visuais, com o uso de bicicletas duplas (tandem).
O ciclismo de pista fez sua estreia nos Jogos Paraolímpicos de Atlanta, em 1996, com provas para mulheres e homens.

## Classificação dos paratletas
Os ciclistas competem em classes funcionais de acordo com o tipo e o grau de limitação. O sistema de classificação permite que as provas sejam disputadas por ciclistas com nível semelhante de limitação.
Cada classe do esporte recebe uma codificação, com a indicação da limitação e o nível de limitação. O número indica a gravidade do comprometimento, em que "1" indica o maior nível de limitação. As letras indicam a categoria da limitação, deficiente visual (B), com bicicletas duplas (tandem), handbike ou handcycle (H), triciclos impulsionados com o membro superior, triciclo (T) e bicicleta comum (C).
A classificação é realizada por uma equipe técnica que avalia diversas condições, mas, resumidamente, podem ser caracterizadas da seguinte forma:
| Classe | Equipamento              | Descrição |
| ------ | ------------------------ | --- |
| B      | Bicicleta dupla (tanden) | Reúne todas as classes de deficiência visual e utiliza bicicletas duplas, com um guia sentado à frente. |
| H      | Handcycle ou handbike    | Reúne atletas com membros amputados amputados, com tetraplegia ou paraplegia. - H1: tetraplegia, perda completa das funções do tronco e das pernas e limitação na função do braço - H2: tetraplegia, com movimentos limitados dos membros superiores e algum controle das mãos - H3: paraplegia, baixo controle do tronco - H4: paraplegia, perda da função das pernas, mas controle do tronco e dos braços - H5: dificuldade no uso das pernas para impulsionar bicicleta ou triciclo, devido a amputação, paraplegia ou disfunções neurológicas. Utiliza triciclos impulsionados com o membro superior, em que o ciclista fica em posição reclinada, praticamente deitado, exceto na H5, na qual o ciclista fica apoiado em seus joelhos. |
| T      | Triciclo                 | Reúne ciclistas com disfunções neurológicas que diminuam o equilíbrio ou a coordenação motora ou uma deficiência que dificulte competir com bicicleta. - T1: limitação nas pernas e um dos braços, coordenação motora limitada ou perda de força muscular - T2 : hemiplegia ou limitação nas pernas, com maior controle de equilíbrio e força |
| C      | Bicicleta                | Reúne atletas com problemas de coordenação motora, limitação muscular ou amputações, que não impedem a utilização de bicicletas convencionais. C1 apresenta severa limitação aos movimentos, enquanto C5 é a classe com menores limitações para o esporte. |

### Eventos combinados
Dezesseis eventos do ciclismo, em ambas as modalidades, são combinados. Em algumas dessas provas, ciclistas de diferentes classificações competem uns contra os outros, mas o resultado deve levar em conta o grau de deficiência de cada concorrente, cada ciclista têm seus tempos ajustados com base em fatores correspondentes a sua classificação, que são os tempos considerados para efeito da competição.
Nos eventos da classe H2, os atletas classificados na H1 estão habilitados para participar, porém sem ajustes de fatores.

## Eventos
| Classificação → Competição ↓                                                | B         | C1        | C2        | C3        | C4        | C5        | T1        | T2        | H2        | H3        | H4        | H5        |
| Ciclismo de estrada                                                         | Masculino | Masculino | Masculino | Masculino | Masculino | Masculino | Masculino | Masculino | Masculino | Masculino | Masculino | Masculino |
| --------------------------------------------------------------------------- | --------- | --------- | --------- | --------- | --------- | --------- | --------- | --------- | --------- | --------- | --------- | --------- |
| Corrida de estrada                                                          | ●         | ●         | ●         | ●         | ●         | ●         | ●         | ●         | ●         | ●         | ●         | ●         |
| Contra o relógio                                                            | ●         | ●         | ●         | ●         | ●         | ●         | ●●        | ●●        | ●         | ●         | ●         | ●         |
|                                                                             | Feminino  |           |           |           |           |           |           |           |           |           |           |           |
| Corrida de estrada                                                          | ●         | ●         | ●         | ●         | ●         | ●         | ●         | ●         | ●         | ●         | ●         | ●         |
| Contra o relógio                                                            | ●         | ●●        | ●●        | ●●        | ●         | ●         | ●●        | ●●        | ●●        | ●●        | ●●        | ●●        |
|                                                                             | Misto     |           |           |           |           |           |           |           |           |           |           |           |
| Revezamento                                                                 |           |           |           |           |           |           |           |           | ●●        | ●●        | ●●        | ●●        |
| Ciclismo de pista                                                           | Masculino | Masculino | Masculino | Masculino | Masculino | Masculino | Masculino | Masculino | Masculino | Masculino | Masculino | Masculino |
| 1000m contra o relógio                                                      | ●         | ●●        | ●●        | ●●        | ●●        | ●●        |           |           |           |           |           |           |
| Perseguição                                                                 | ●         | ●         | ●         | ●         | ●         | ●         |           |           |           |           |           |           |
|                                                                             | Feminino  |           |           |           |           |           |           |           |           |           |           |           |
| 500m contra o relógio                                                       |           | ●●        | ●●        | ●●        | ●●        | ●●        |           |           |           |           |           |           |
| 1000m contra o relógio                                                      | ●         |           |           |           |           |           |           |           |           |           |           |           |
| Perseguição                                                                 | ●         | ●         | ●         | ●         | ●         | ●         |           |           |           |           |           |           |
|                                                                             | Misto     |           |           |           |           |           |           |           |           |           |           |           |
| Velocidade por equipe                                                       |           | ●         | ●         | ●         | ●         | ●         |           |           |           |           |           |           |
| ●● eventos combinados com fatores correspondentes à classificação do atleta |           |           |           |           |           |           |           |           |           |           |           |           |

## Formato das disputas

### Ciclismo de pista
- Contra o relógio

As disputas contra o relógio são individuais, com cada piloto em busca do tempo mais rápido em uma distância predeterminada, 500m para as classes C femininas e 1000m para as demais. Como há classes diferentes competindo em algumas provas, o tempo final considerado é calculado com base no fator correspondente a cada classe em disputa.
- Perseguição

Dois atletas partem ao mesmo tempo de lados opostos da pista. A distribuição dos confrontos é feita com base na fase de qualificação, porém, em provas com classes diferentes tem prioridade o emparelhamento de atletas com deficiências semelhantes, a fim de não penalizar ou favorecer atletas, já que nesse tipo de disputa não é utilizado o cálculo por fatores para o tempo. Os dois ciclistas com melhores tempos disputam a medalha de ouro, enquanto os que obtiverem o terceiro e quarto tempos disputam o bronze.
- Corrida de velocidade por equipe

Na fase de qualificação, as equipes, compostas por três ciclistas que devem liderar uma das três voltas cada um, entram sozinhas e buscam seu melhor tempo, que vai determinar a classificação para as disputas finais. As duas equipes mais rápidas disputam a medalha de ouro, enquanto as que obtiverem o terceiro e quarto tempos disputam o bronze.

### Ciclismo de estrada
As corridas de estrada são eventos de corrida em um circuito em que todos partem ao mesmo tempo e o primeiro atleta a cruzar a linha de chegada, após determinado número de voltas, é o vencedor. Cada classe tem um percurso correspondente, com diferentes extensões.
As disputas contra o relógio dos Jogos Paralímpicos são individuais e cada piloto parte a intervalos fixos, em que é medido o tempo do início até a chegada e o piloto mais rápido é declarado vencedor. Cada classe tem um percurso correspondente, com diferentes extensões.
Nos eventos combinados, paratletas de diferentes classes competem em uma mesma prova. Nas corridas de estrada não é feito ajuste por classe, apenas na disputa contra o relógio.

## Medalhistas

### Ciclismo de estrada
Masculino
| Evento                | Ouro                                                      | Prata                                                | Bronze                                                   |
| --------------------- | --------------------------------------------------------- | ---------------------------------------------------- | -------------------------------------------------------- |
| Contra o relógio B    | FRA França Alexandre Lloveras Corentin Ermenault          | NED Países Baixos Vincent ter Schure Timo Fransen    | ESP Espanha Christian Venge Balboa Noel Martín Infante   |
| Contra o relógio H1   | Pieter du Preez RSA África do Sul                         | Fabrizio Cornegliani ITA Itália                      | Maxime Hordies BEL Bélgica                               |
| Contra o relógio H2   | Sergio Garrote Muñoz ESP Espanha                          | Luca Mazzone ITA Itália                              | Florian Jouanny FRA França                               |
| Contra o relógio H3   | Walter Ablinger AUT Áustria                               | Vico Merklein GER Alemanha                           | Luis Miguel García-Marquina ESP Espanha                  |
| Contra o relógio H4   | Jetze Plat NED Países Baixos                              | Thomas Fruehwirth AUT Áustria                        | Alexander Gritsch AUT Áustria                            |
| Contra o relógio H5   | Mitch Valize NED Países Baixos                            | Loïc Vergnaud FRA França                             | Gary O'Reilly IRL Irlanda                                |
| Contra o relógio C1   | Mikhail Astashov RPC                                      | Aaron Keith USA Estados Unidos                       | Michael Teuber GER Alemanha                              |
| Contra o relógio C2   | Darren Hicks AUS Austrália                                | Ewoud Vromant BEL Bélgica                            | Alexandre Léauté FRA França                              |
| Contra o relógio C3   | Benjamin Watson GBR Grã-Bretanha                          | Steffen Warias GER Alemanha                          | Matthias Schindler GER Alemanha                          |
| Contra o relógio C4   | Patrik Kuril SVK Eslováquia                               | Jozef Metelka SVK Eslováquia                         | George Peasgood GBR Grã-Bretanha                         |
| Contra o relógio C5   | Daniel Abraham NED Países Baixos                          | Yegor Dementyev UKR Ucrânia                          | Alistair Donohoe AUS Austrália                           |
| Contra o relógio T1–2 | Chen Jianxin CHN China                                    | Giorgio Farroni ITA Itália                           | Tim Celen BEL Bélgica                                    |
| Corrida de rua B      | Vincent ter Schure NED Países Baixos Piloto: Timo Fransen | Tristan Bangma NED Países Baixos Piloto: Patrick Bos | Alexandre Lloveras FRA França Piloto: Corentin Ermenault |
| Corrida de rua H1–2   | Florian Jouanny FRA França                                | Luca Mazzone ITA Itália                              | Sergio Garrote Munoz ESP Espanha                         |
| Corrida de rua H3     | Ruslan Kuznetsov RPC                                      | Heinz Frei SUI Suíça                                 | Walter Ablinger AUT Áustria                              |
| Corrida de rua H4     | Jetze Plat NED Países Baixos                              | Thomas Frühwirth AUT Áustria                         | Alexander Gritsch AUT Áustria                            |
| Corrida de rua H5     | Mitch Valize NED Países Baixos                            | Loïc Vergnaud FRA França                             | Tim de Vries NED Países Baixos                           |
| Corrida de rua C1–3   | Benjamin Watson GBR Grã-Bretanha                          | Finlay Graham GBR Grã-Bretanha                       | Alexandre Léauté FRA França                              |
| Corrida de rua C4–5   | Kévin Le Cunff FRA França                                 | Yegor Dementyev UKR Ucrânia                          | Daniel Abraham NED Países Baixos                         |
| Corrida de rua T1–2   | Chen Jianxin CHN China                                    | Tim Celen BEL Bélgica                                | Juan Jose Betancourt Quiroga COL Colômbia                |

Feminino
| Evento                | Ouro                                                   | Prata                                            | Bronze                                              |
| --------------------- | ------------------------------------------------------ | ------------------------------------------------ | --------------------------------------------------- |
| Contra o relógio B    | IRL Irlanda Katie-George Dunlevy Eve McCrystal         | GBR Grã-Bretanha Lora Fachie Corrine Hall        | SWE Suécia Louise Jannering Anna Svärdström         |
| Contra o relógio H1–3 | Annika Zeyen GER Alemanha                              | Francesca Porcellato ITA Itália                  | Renata Kałuża POL Polônia                           |
| Contra o relógio H4–5 | Oksana Masters USA Estados Unidos                      | Sun Bianbian CHN China                           | Jennette Jansen NED Países Baixos                   |
| Contra o relógio C1–3 | Keiko Sugiura JPN Japão                                | Anna Beck SWE Suécia                             | Paige Greco AUS Austrália                           |
| Contra o relógio C4   | Shawn Morelli USA Estados Unidos                       | Emily Petricola AUS Austrália                    | Meg Lemon AUS Austrália                             |
| Contra o relógio C5   | Sarah Storey GBR Grã-Bretanha                          | Crystal Lane-Wright GBR Grã-Bretanha             | Kerstin Brachtendorf GER Alemanha                   |
| Contra o relógio T1–2 | Jana Majunke GER Alemanha                              | Carol Cooke AUS Austrália                        | Angelika Dreock-Käser GER Alemanha                  |
| Corrida de rua B      | Katie-George Dunlevy IRL Irlanda Piloto: Eve McCrystal | Sophie Unwin GBR Grã-Bretanha Piloto: Jenny Holl | Louise Jannering SWE Suécia Piloto: Anna Svärdström |
| Corrida de rua H1–4   | Jennette Jansen NED Países Baixos                      | Annika Zeyen GER Alemanha                        | Alicia Dana USA Estados Unidos                      |
| Corrida de rua H5     | Oksana Masters USA Estados Unidos                      | Sun Bianbian CHN China                           | Katia Aere ITA Itália                               |
| Corrida de rua C1–3   | Keiko Sugiura JPN Japão                                | Anna Beck SWE Suécia                             | Paige Greco AUS Austrália                           |
| Corrida de rua C4–5   | Sarah Storey GBR Grã-Bretanha                          | Crystal Lane-Wright GBR Grã-Bretanha             | Marie Patouillet FRA França                         |
| Corrida de rua T1–2   | Jana Majunke GER Alemanha                              | Angelika Dreock-Käser GER Alemanha               | Jill Walsh USA Estados Unidos                       |

Misto
| Evento              | Ouro                                                    | Prata                                                 | Bronze                                                           |
| ------------------- | ------------------------------------------------------- | ----------------------------------------------------- | ---------------------------------------------------------------- |
| Corrida de rua H1–5 | ITA Itália Paolo Cecchetto Luca Mazzone Diego Colombari | FRA França Riadh Tarsim Florian Jouanny Loïc Vergnaud | USA Estados Unidos Ryan Pinney Alicia Dana Alfredo de los Santos |

### Ciclismo de pista
Masculino
| Evento                | Ouro                                         | Prata                                     | Bronze                                        |
| --------------------- | -------------------------------------------- | ----------------------------------------- | --------------------------------------------- |
| Contra o relógio B    | GBR Grã-Bretanha Neil Fachie Matt Rotherham  | GBR Grã-Bretanha James Ball Lewis Stewart | FRA França Raphael Beaugillet François Pervis |
| Contra o relógio C1–3 | Li Zhangyu CHN China                         | Alexandre Léauté FRA França               | Jaco van Gass GBR Grã-Bretanha                |
| Contra o relógio C4–5 | Alfonso Cabello ESP Espanha                  | Jody Cundy GBR Grã-Bretanha               | Jozef Metelka SVK Eslováquia                  |
| Perseguição B         | NED Países Baixos Tristan Bangma Patrick Bos | GBR Grã-Bretanha Steve Bate Adam Duggleby | POL Polônia Marcin Polak Michal Lardosz       |
| Perseguição C1        | Mikhail Astashov RPC                         | Tristen Chernove CAN Canadá               | Li Zhangyu CHN China                          |
| Perseguição C2        | Alexandre Léauté FRA França                  | Darren Hicks AUS Austrália                | Liang Guihua CHN China                        |
| Perseguição C3        | Jaco van Gass GBR Grã-Bretanha               | Finlay Graham GBR Grã-Bretanha            | David Nicholas AUS Austrália                  |
| Perseguição C4        | Jozef Metelka SVK Eslováquia                 | Carol-Eduard Novak ROU Romênia            | Diego German Duenas COL Colômbia              |
| Perseguição C5        | Dorian Foulon FRA França                     | Alistair Donohoe AUS Austrália            | Yehor Dementyev UKR Ucrânia                   |

Feminino
| Evento                | Ouro                                            | Prata                                          | Bronze                                   |
| --------------------- | ----------------------------------------------- | ---------------------------------------------- | ---------------------------------------- |
| Contra o relógio B    | NED Países Baixos Larissa Klaassen Imke Brommer | GBR Grã-Bretanha Aileen McGlynn Helen Scott    | BEL Bélgica Griet Hoet Anneleen Monsieur |
| Contra o relógio C1–3 | Amanda Reid AUS Austrália                       | Alyda Norbruis NED Países Baixos               | Qian Wangwei CHN China                   |
| Contra o relógio C4–5 | Kadeena Cox GBR Grã-Bretanha                    | Kate O'Brien CAN Canadá                        | Caroline Groot NED Países Baixos         |
| Perseguição B         | GBR Grã-Bretanha Lora Fachie Corrine Hall       | IRL Irlanda Katie-George Dunlevy Eve McCrystal | GBR Grã-Bretanha Sophie Unwin Jenny Holl |
| Perseguição C1–3      | Paige Greco AUS Austrália                       | Wang Xiaomei CHN China                         | Denise Schindler GER Alemanha            |
| Perseguição C4        | Emily Petricola AUS Austrália                   | Shawn Morelli USA Estados Unidos               | Keely Shaw CAN Canadá                    |
| Perseguição C5        | Sarah Storey GBR Grã-Bretanha                   | Crystal Lane-Wright GBR Grã-Bretanha           | Marie Patouillet FRA França              |

Misto
| Evento      | Ouro                                                  | Prata                                         | Bronze                                                                   |
| ----------- | ----------------------------------------------------- | --------------------------------------------- | ------------------------------------------------------------------------ |
| Sprint C1–5 | GBR Grã-Bretanha Kadeena Cox Jaco van Gass Jody Cundy | CHN China Li Zhangyu Wu Guoqing Lai Shanzhang | ESP Espanha Ricardo Ten Argilés Pablo Jaramillo Gallardo Alfonso Cabello |